# Hosjöbygden
Hosjöbygden var den del av Stora Kopparbergs socken som låg väster om Hosjön. Bygden öster om Hosjön tillhörde Hosjö kapellförsamling i Vika socken.

## Äldre byar och gårdar
Bland äldre byar och gårdar kan nämnas:
Sveden
Omnämnd första gången 1542. Bergsfrälse. Namnet kommer enligt Harry Ståhl från ordet svedjeland. Sveden var Jesper Svedbergs fädernegård.
Östborn
Omnämnd första gången 1401. Förleden i namnet kommer enligt Harry Ståhl av mansnamnet Östen. Tillhörde Torsångs socken på 1500-talet.
Ivarsnäset
Omnämnd första gången 1511. Nu försvunnen gård, som fanns ännu 1718. Tillhörde Torsångs socken på 1500-talet.
Bosarvet
Omnämnd första gången 1411. Nu försvunnen gård som fanns ännu 1718. Tillhörde Torsångs socken på 1500-talet. Omnämnd som urminnes bergsfrälse 1604.
Ingesvarvet
Omnämnd första gången 1539. Nu försvunnen gård. Omnämnd som bergsfrälse 1640. Tillhörde Torsångs socken på 1500-talet.
Stemnsarvet
Omnämnd första gången 1386. Förleden i namnet kommer enligt Harry Ståhl av mansnamnet Stenbjörn.
Höjen
Omnämnd första gången 1386. Förste kände ägaren var enligt Karl-Erik Forsslund fogden Westmoth Gerikoson.
Främsbacka
Omnämnd första gången 1484. Förleden i namnet kommer enligt Harry Ståhl av mansnamnet Frömund. 1640 fanns två bergsfrälse- och ett adelsfrälsehemman.
Rottneby
Omnämnd första gången 1569. Omnämnd som bergsfrälse 1640. Tillhörde Torsångs socken på 1500-talet.
Korsnäs
Omnämnd första gången 1539. Idag tätort.